# Jetport Internacional de Portland
El Jetport Internacional de Portland (del inglés: Portland International Jetport) (IATA: PWM, OACI: KPWM, FAA LID: PWM) es un aeropuerto público a 3 km (dos millas) al oeste del centro de Portland, Maine, Estados Unidos. Es propiedad y está operado por la ciudad de Portland. Una parte de la propiedad del Jetport, incluida la pista principal, se encuentra dentro de la ciudad vecina de South Portland. PWM cubre 293 ha (726 acres) de tierra.
El aeropuerto es el más transitado del estado. En 2018, el Jetport manejó más de dos millones de pasajeros por primera vez, rompiendo el récord anterior de 1.86 millones establecido en 2017.
El Jetport se ha beneficiado del servicio de aerolíneas de bajo costo como Southwest Airlines y JetBlue, así como de la creciente popularidad de Portland como destino turístico. Una encuesta realizada en junio de 2011 encontró que PWM es el aeropuerto más asequible de la región y el tercero más asequible de Nueva Inglaterra.
En octubre de 2011, PWM completó una renovación y expansión de $75 millones de su terminal para permitir más servicios de aerolíneas y más comodidades para los pasajeros.
En 2020, PWM recibió $4.5 millones de dólares en fondos federales para construir una calle de rodaje de 370 m (1200 pies) de largo que conecta las pistas.

## Aerolíneas y destinos

### Pasajeros

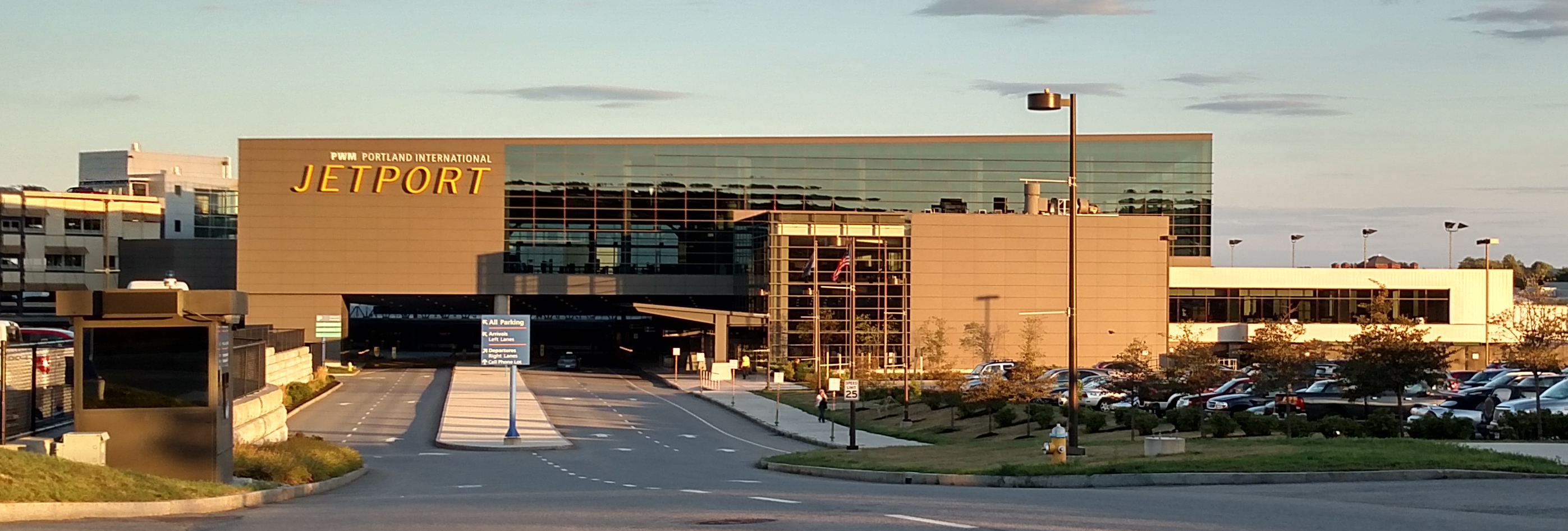
Terminal en PWM.

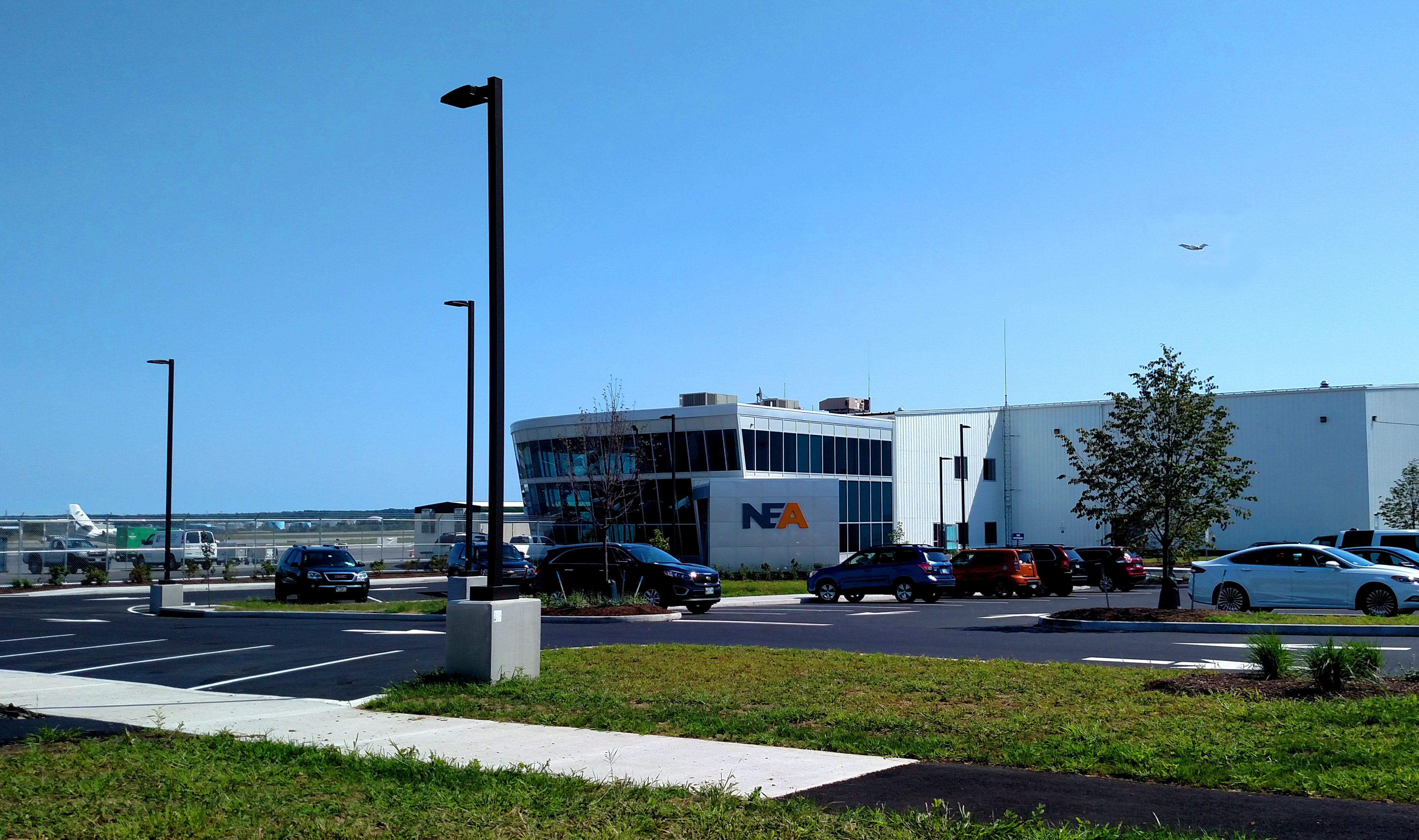
Terminal FBO en PWM

| Aerolíneas           | Destinos |
| -------------------- | --- |
| American Airlines    | Charlotte, Filadelfia, Washington–National Estacional: Dallas/Fort Worth                                              |
| American Eagle       | Charlotte, Filadelfia, Nueva York–LaGuardia, Washington–National Estacional: Chicago–O'Hare                           |
| Avelo Airlines       | Estacional: New Haven                                                                                                 |
| Breeze Airways       | Charleston (SC), Orlando, Raleigh/Durham, Tampa Estacional: Columbus–Glenn, Fort Myers, Norfolk, Pittsburgh, Sarasota |
| Delta Air Lines      | Atlanta Estacional: Detroit, Mineápolis/St. Paul                                                                      |
| Delta Connection     | Nueva York–JFK, Nueva York–LaGuardia Estacional: Detroit                                                              |
| Frontier Airlines    | Orlando, Tampa |
| JetBlue Airways      | Estacional: Nueva York–JFK, Orlando                                                                                   |
| Southwest Airlines   | Baltimore Estacional: Chicago–Midway, Nashville                                                                       |
| Sun Country Airlines | Estacional: Mineápolis/St. Paul                                                                                       |
| United Airlines      | Chicago–O'Hare, Newark Estacional: Denver                                                                             |
| United Express       | Chicago–O'Hare, Newark, Washington–Dulles Estacional: Houston–Intercontinental                                        |

### Carga

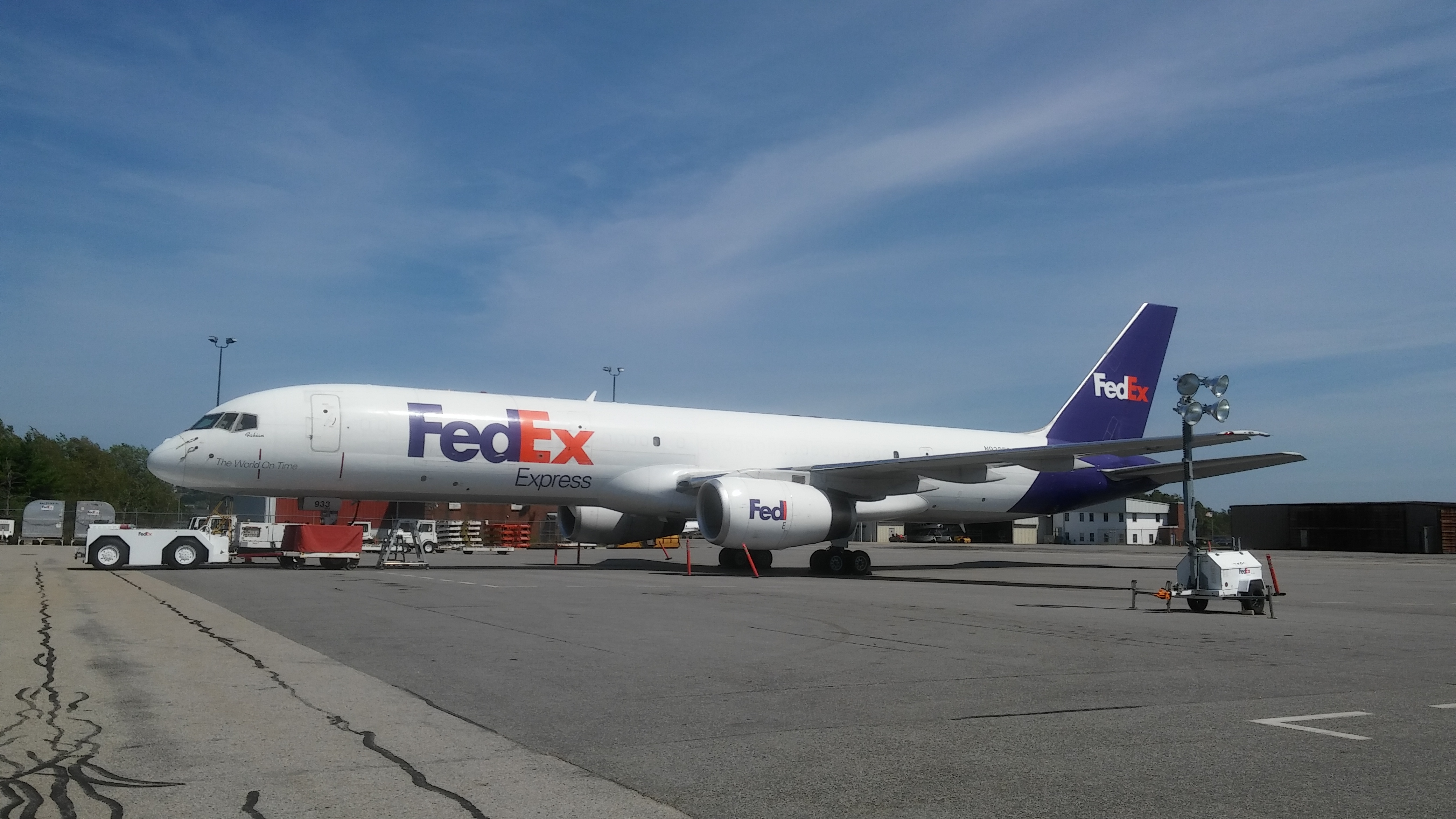
Boeing 757 de FedEx Express en el Portland Jetport.

| Aerolíneas    | Destinos                           |
| ------------- | ---------------------------------- |
| FedEx Express | Memphis Estacional: Boston, Newark |
| FedEx Feeder  | Bangor, Presque Isle               |

## Estadísticas

### Tráfico anual
|      | Pasajeros | Cambio respecto al año anterior | Operaciones aéreas | Carga (libras) |
| ---- | --------- | ------------------------------- | ------------------ | -------------- |
| 2004 | 1,365,078 | Sin cambios                     | 90,241             | 33,622,563     |
| 2005 | 1,455,925 | 6.65%                           | 80,257             | 34,039,601     |
| 2006 | 1,410,484 | 3.12%                           | 77,422             | 34,895,067     |
| 2007 | 1,650,581 | 17.02%                          | 72,985             | 40,257,808     |
| 2008 | 1,762,925 | 6.81%                           | 73,776             | 35,295,151     |
| 2009 | 1,736,941 | 1.47%                           | 62,160             | 26,279,198     |
| 2010 | 1,707,426 | 1.70%                           | 60,257             | 22,673,881     |
| 2011 | 1,674,814 | 1.91%                           | 57,143             | 22,011,670     |
| 2012 | 1,671,826 | 0.18%                           | 54,566             | 22,405,912     |
| 2013 | 1,675,978 | 0.25%                           | 51,568             | 24,520,880     |
| 2014 | 1,667,734 | 0.49%                           | 46,633             | 24,070,425     |
| 2015 | 1,728,746 | 3.66%                           | 48,898             | 25,819,083     |
| 2016 | 1,785,649 | 3.29%                           | 50,993             | 20,172,829     |
| 2017 | 1,862,213 | 4.29%                           | 51,805             | 18,037,883     |
| 2018 | 2,134,430 | 14.62%                          | 56,926             | 19,449,627     |
| 2019 | 2,180,154 | 2.14%                           | 58,232             | 17,676,526*    |
| 2020 | 792,571   | -63.65%                         | 39,328             | 23,301,927     |
| 2021 | 1,703,542 | 114.94%                         | 53,741             | 26,307,131     |
| 2022 | 1,972,818 | 15.81%                          | 53,017             | 18,436,297     |
| 2023 | 2,218,441 | 12.45%                          | 53,986             | 23,753,470     |
| 2024 | 2,438,054 | 9.90%                           | 55,874             | N/D            |

* Datos válidos hasta noviembre de 2019 únicamente.